# Metal (revista)
Metal fue una revista argentina especialmente dedicada a la música heavy metal y se publicó entre 1984 y 1995. 
Fue publicada por la editorial Magendra, que también publicaba la revista Pelo, dedicada al rock en general.

## La revista
Metal fue la primera revista de heavy metal y hard rock publicada en Argentina. 
Las entrevistas iniciales fueron tomadas de revistas extranjeras, pero años más tarde consiguieron notas a través de sus propios corresponsales, o mediante entrevistas telefónicas. 
A mediados de los 80s Metal también se publicó en Brasil, en portugués, en una edición diferente adaptada a ese mercado, aunque no duró mucho.
La revista comenzaría con publicaciones en blanco y negro, incluyendo unas pocas láminas en color; a medida que la publicación crecía se fueron agregando más páginas en color.
La revista publicaría un disco recopilatorio en 1990, con canciones de bandas argentinas exponentes del heavy metal y el hard rock de la época, como: Pappo & Widowmaker, Horcas, Lethal, El Dragón, JAF, Hermética, Kamikaze, Tarzen y El Reloj.

El primer número se editó en abril de 1984 y el 271 -el último- en enero de 1995.